# ناحیه برانیچوو
ناحیه برانیچوو (به صربی: Braničevo District) یک روستا در صربستان است که در صربستان واقع شده‌است. ناحیه برانیچوو ۳٬۸۶۵ کیلومتر مربع مساحت و ۱۸۰٬۴۸۰ نفر جمعیت دارد.